# Albert Alingh

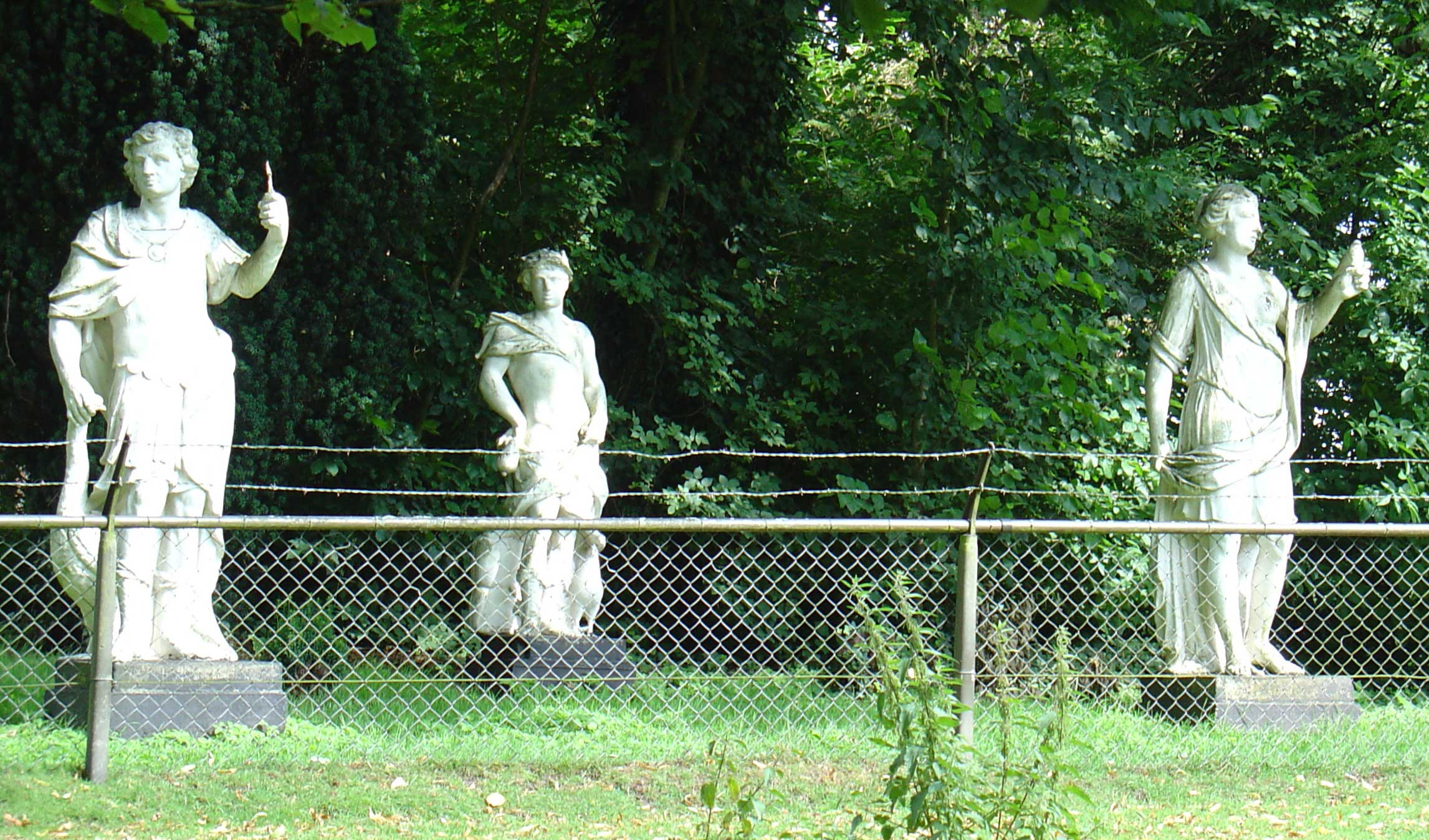
Beelden rond 1780 geschonken door turfschippers aan schulte Albert Alingh

Albert Alingh (Gasselte, gedoopt 13 maart 1729 - aldaar 25 februari 1810) was schulte van het schultambt Gasselte-Borger in de Nederlandse provincie Drenthe.

## Leven en werk
Alingh, zoon van de schulte Jan Alingh en Roeloffien Huising, trad in de voetsporen van zijn vader en volgde hem in 1769 op als schulte van het schulteambt Borger-Gasselte. Alingh trouwde in 1758 met de uit Gieten afkomstige Jeichien Huising. Ook zijn zoon Jan Alingh zou hem weer opvolgen als schulte en later als burgemeester van Gasselte. Daarmee waren drie generaties Alingh zonder onderbreken van 1720 tot 1811 schulte van Borger-Gasselte. Na 1811 was zoon Jan Alingh nog tot 1841 burgemeester van Gasselte. Zijn neef en oomzegger Jan Alingh was van 1819 tot 1855 burgemeester van Borger. In Gasselte herinnert de Schulte Alinghlaan aan deze invloedrijke familie.
Alingh was als schulte belast met de zorg voor orde en veiligheid, de rechtspraak en het notariaat in Gasselte-Borger. Hij was woonachtig in het dorp Gasselte. In zijn tuin stonden drie beelden van Apollo, Venus en Mercurius waarschijnlijk afkomstig van het landgoed Eyckenstein op de Utrechtse Heuvelrug. Ze zouden zijn gestolen nadat de eigenaar Adriaan Hendrik Eyck in 1787 vanwege de twisten tussen patriotten en prinsgezinden naar Frankrijk was gevlucht. De beelden werden vervolgens door turfschippers van Gasselternijveen meegenomen en aan hem geschonken.

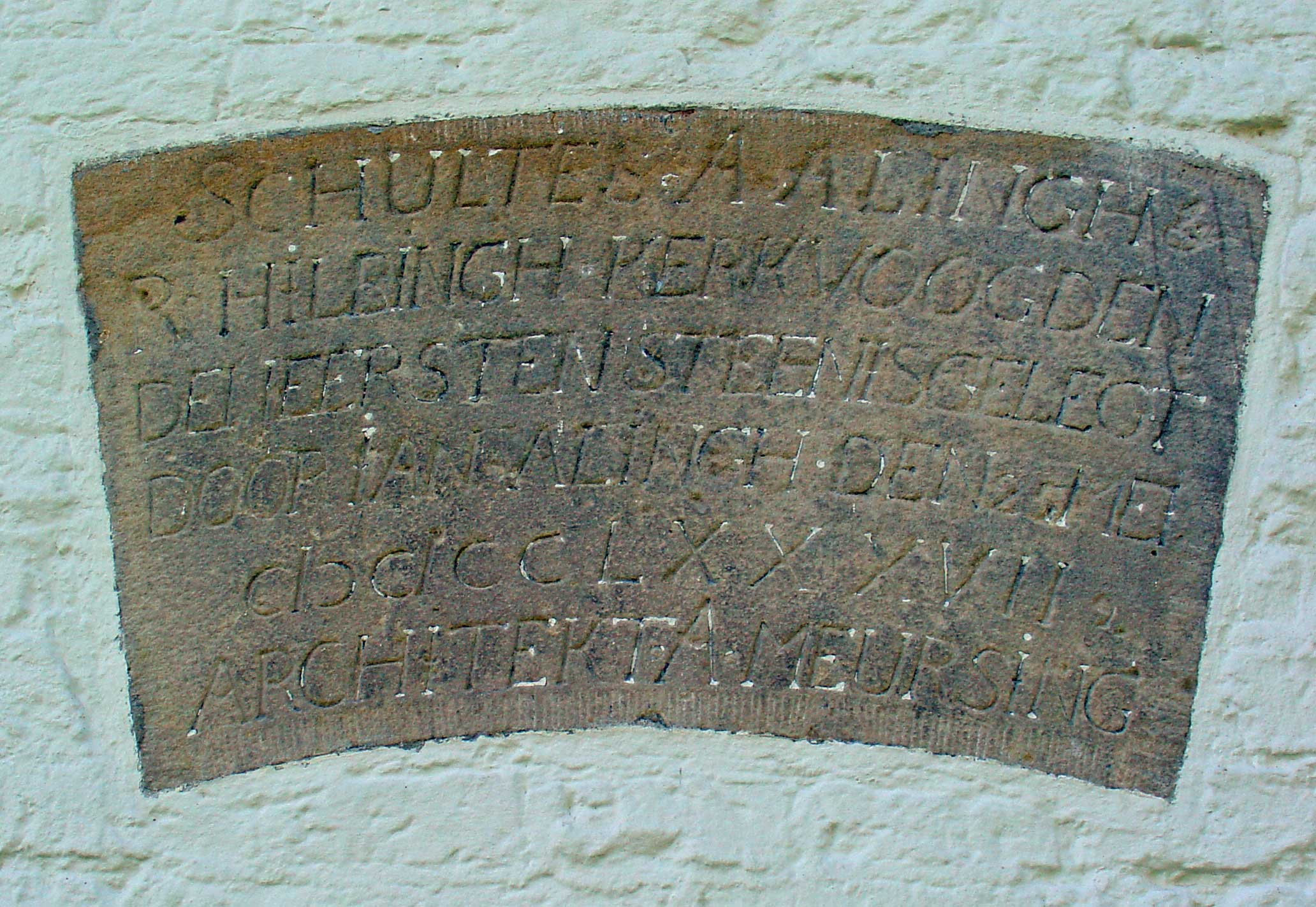
Vermelding van Alingh als kerkvoogd in 1787

Alingh was tevens kerkvoogd van de kerk van Gasselte. Onder zijn bestuur werd de kerk in 1787 verbouwd. De vrijstaande klokkentoren verdween en aan de westzijde van de kerk werd een toren op het dak gebouwd. Een gedenksteen, gelegd door zijn zoon Jan in de gevel van de kerk, is daar nog een tastbare herinnering aan.
Alingh werd bij de omwenteling in 1795 opnieuw gekozen tot schulte. Ook na de invoering van de nieuwe grondwet in 1801 werd Alingh, die toen 71 jaar was, wederom herbenoemd in deze functie. Hij zou die functie tot zijn overlijden op 80-jarige leeftijd in 1810 blijven vervullen. Het laatste jaar werd hij daarbij geassisteerd door zijn zoon Jan, die hem daarna ook opvolgde. Hij overleed op 25 februari 1810 en werd op 2 maart 1810 begraven.

## Koninklijk bezoek
Op 12 maart 1809 bezocht koning Lodewijk Napoleon het dorp Gasselte, tot dusver het enige koninklijke bezoek aan de plaats. Hij werd er ontvangen door de bejaarde schulte Alingh, die diende te zorgen voor de maaltijd en de foerage van de paarden. Een nichtje van de schulte (Jantien Cluiving Prins uit Dwingeloo) mocht, samen met de zuster van de dominee, de koning een glas wijn aanbieden. Hij gaf haar daarvoor, geïmponeerd door haar verschijning, 50 dukaten, die zij deelde met de domineeszuster. Na een verblijf van anderhalf uur vertrok het koninklijke gezelschap naar Assen.

## Zegel
Een afbeelding van het zegel van Albert Aling is gepubliceerd in het Drents Genealogisch Jaarboek. Het familiewapen kan als volgt beschreven worden: gevierendeeld: I en IV drie zespuntige sterren; I1 en I11 drie larixtakken paalsgewijs naast elkaar, elk met een vrucht of knopje in de
top. Gekroonde helm. Helmteken: een zespuntige ster.